# Os Sinos da Agonia

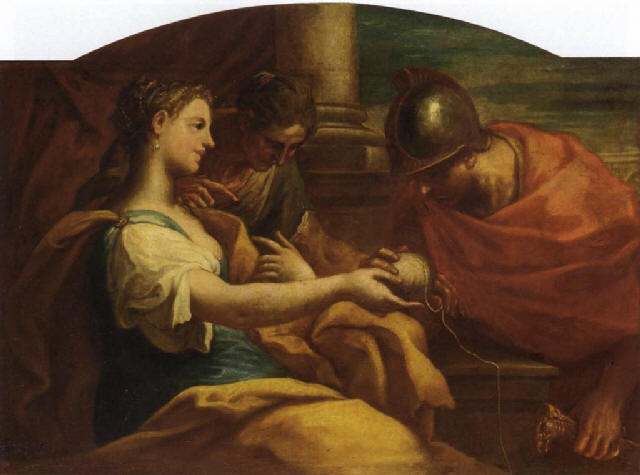
Teseu promete casar-se com Ariadne, mas em vez disso desposa a irmã dela, Fedra. Da mesma forma, João Diogo Galvão promete casar-se com Mariana, mas desposa sua irmã Malvina. (Niccolò Bambini: Ariadne e Teseu)

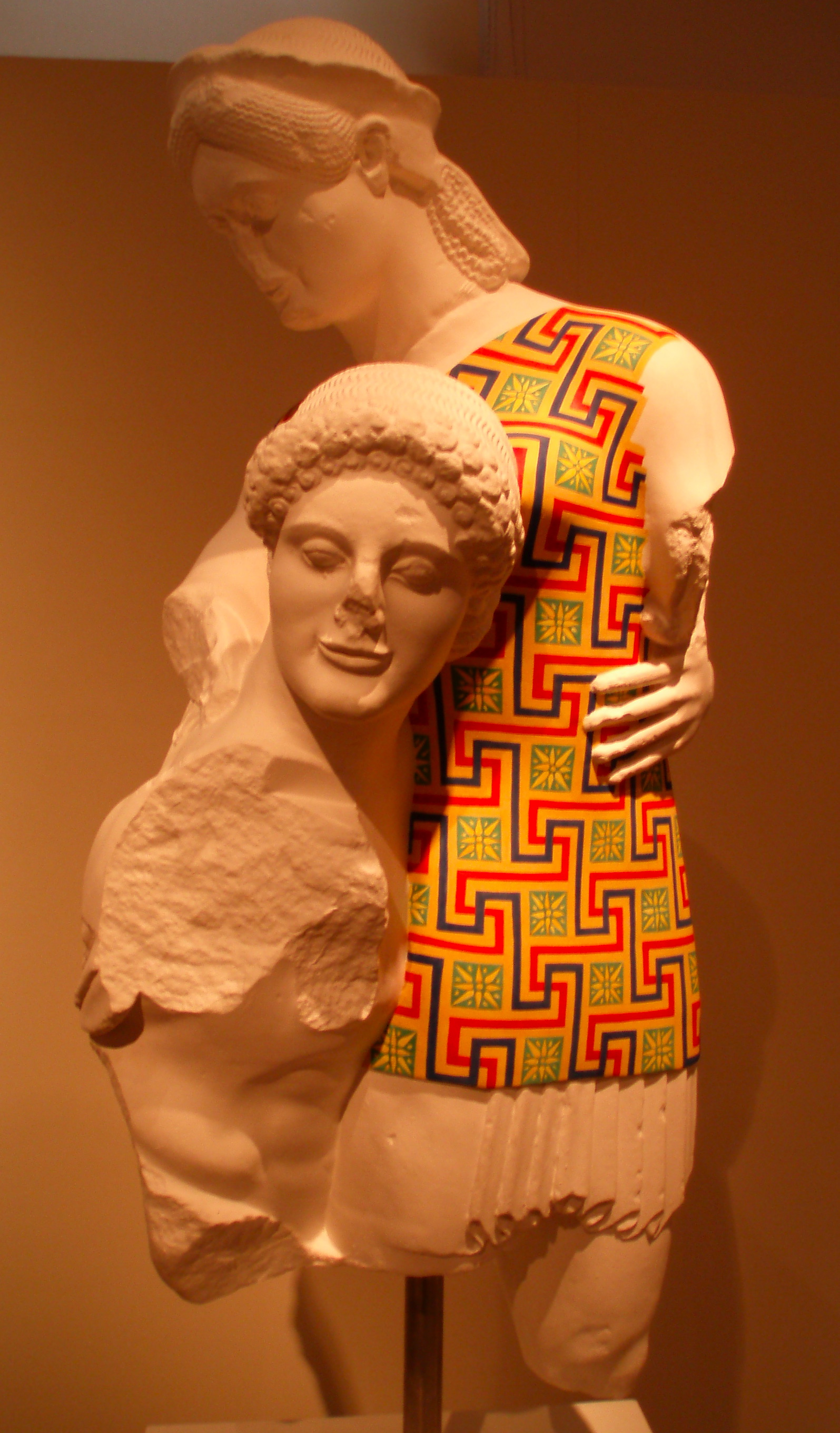
Antíope era esposa de Teseu e mãe de Hipólito; Ana Jacinta era esposa de João Diogo Galvão e mãe de Gaspar. (estátua em Erétria, autor desconhecido: Teseu e Antíope)

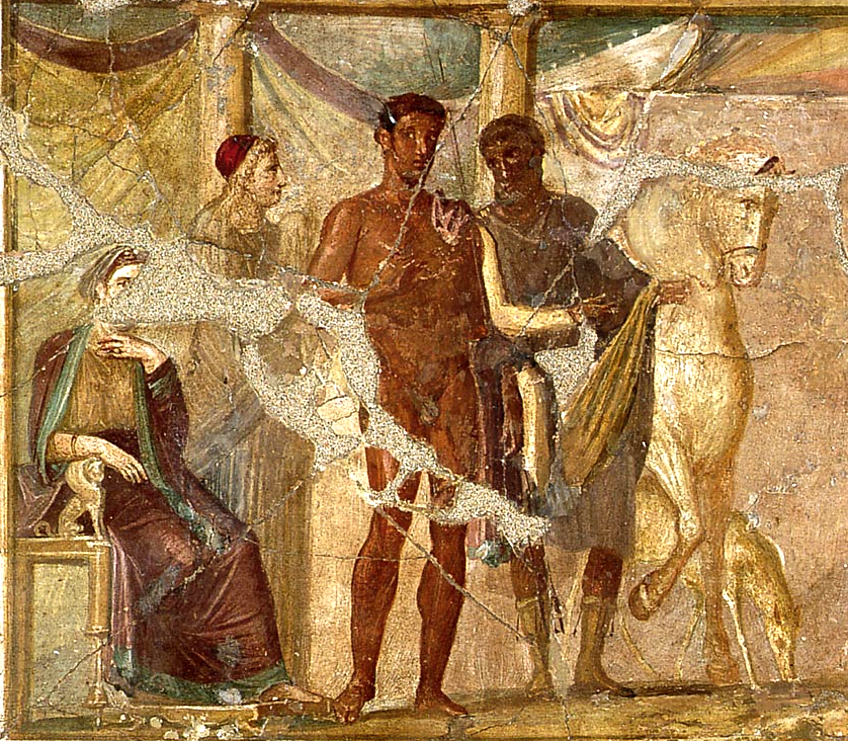
Fedra apaixona-se pelo enteado Hipólito; desprezada, acusa-o de traição e provoca sua morte. Malvina apaixona-se pelo enteado Gaspar; desprezada, acusa-o de ter assassinado o próprio pai; antes disso, já havia provocado a ruína de outro amante, Januário. (afresco em Pompeia, autor desconhecido: Hipólito e Fedra)

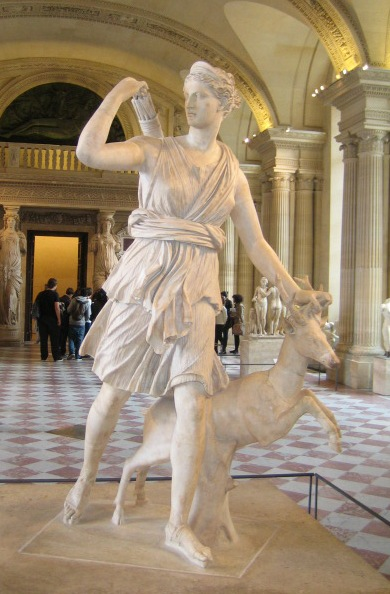
Hipólito dedicou-se à deusa da caça, Ártemis e afastou-se das mulheres; Gaspar dedica-se à memória da mãe e da irmã, afastando-se das mulheres. (cópia romana de um original de Leocares: Diana de Versalhes)

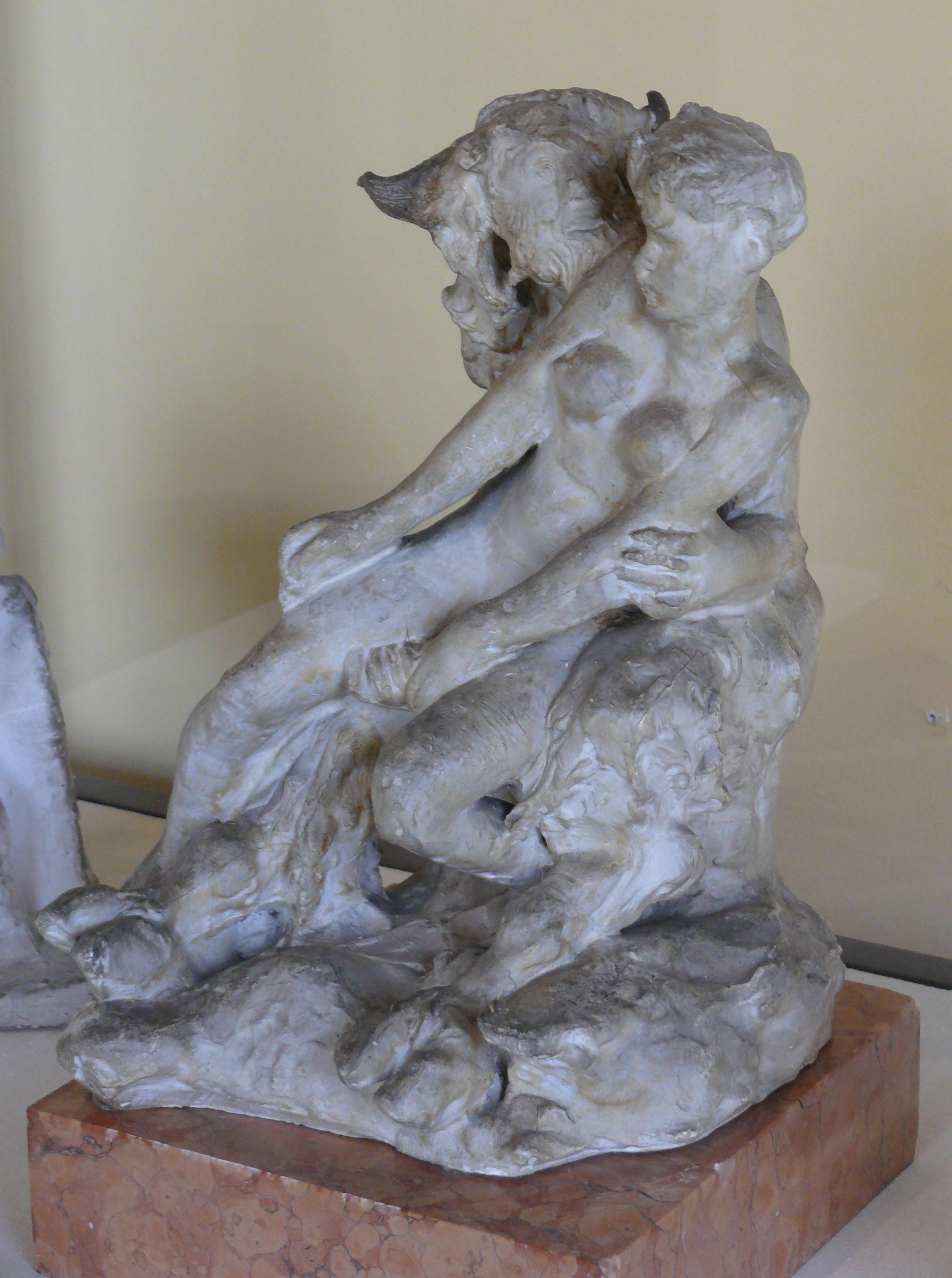
O minotauro era filho ilegítimo de Pasífae, esposa do rei Minos, e foi encerrado por este em um labirinto. Donguinho é filho ilegítimo de Dona Vicentina; por sua loucura e luxúria excessiva, ficava preso no quarto por ordem de Dom João Quebedo, marido de Vicentina. (Auguste Rodin: O minotauro)

Os sinos da agonia é um romance do escritor brasileiro Autran Dourado, publicado em 1974. Apesar de história se passar na Vila Rica do final do século XVIII, não se trata de um romance histórico. A obra ganhou o Prêmio Paula Britto, do Conselho Estadual de Cultura do Rio de Janeiro.
O romance é uma recriação do mito de Fedra e Hipólito, e utiliza como referências as tragédias Hipólito, de Eurípides, e Fedra, de Racine. A estrutura incorpora elementos da tragédia grega, sobretudo a ausência do narrador e a presença do coro, além das técnicas usuais do autor, como a narrativa em blocos, o fluxo de consciência, a repetição, o monólogo interior, flashbacks e flashforwards. A obra suscita reflexões a respeito da verdade, do destino, do tempo, do ser, da linguagem, da memória e do ato de narrar. Pode-se, portanto, classificá-la também como um meta-romance. Outros livros utilizados como referência foram o Triunfo Eucarístico - Exemplar da Cristandade Lusitana, de Simão Ferreira Machado (1734), o Áureo Trono Episcopal, de Francisco Ribeiro da Silva (1749) e o Diccionario da Lingua Portugueza, de Antonio Moraes e Silva (1813).
A personagem Malvina Dias Bueno personifica Fedra, enquanto Hipólito é personificado por Januário e Gaspar, rivais no amor de Malvina. Esses rivais são, em grande medida, o oposto um do outro, e por isso se completam. Outros personagens têm paralelo no mito grego: João Diogo Galvão personifica Teseu, sua esposa Ana Jacinta, personifica Antíope. Donguinho, irmão de Malvina, personifica o minotauro. Mesmo os escravos Isidoro e Inácia têm seus correspondentes na tragédia de Racine: Teramene e Enone, respectivamente. Algumas relações entre os personagens do romance não são idênticas, no entanto, às dos personagens do mito; as associações são, portanto, apenas aproximadas.

O autor indica, através de referências ao medo da Derrama e às novas tendências estéticas do Arcadismo, além da ausência a referências à Inconfidência Mineira, que a história se passa mais provavelmente entre os anos de 1787 e 1789.

## Estilo e técnicas narrativas
A retirada do narrador se efetiva, em primeiro lugar, por meio da narrativa em blocos: o livro está dividido em quatro partes, chamadas jornadas. A primeira jornada apresenta os eventos sob o ponto de vista de Januário; a segunda apresenta os eventos sob o ponto de vista de Malvina; a terceira, de Gaspar; essas três jornadas iniciais situam o leitor na história e e desvelam o caráter desses personagens principais, bem, como dos personagens secundários; na quarta jornada, retomam-se em rápida sequência os pontos de vista de Malvina, de Gaspar e, finalmente, de Januário, atingindo-se a conclusão da história.
O autor utiliza a técnica da falsa terceira pessoa: apesar de a narração se dar sempre na terceira pessoa; o narrador não é onisciente. O narrador nem mesmo chega a organizar os eventos numa ordem inteligível; os fatos nunca são apresentados de maneira totalmente objetiva, mas unicamente a partir da visão pessoal do personagem, de sua consciência, dos seus sentimentos; os personagens falam e o leitor deve por si só unir os fatos e reconstruir a trama. Em certo ponto do livro, insere-se um coro similar ao que aparece nas tragédias clássicas, aprofundando ainda mais o afastamento do narrador. Esse coro, formado pelo povo da cidade que comenta os acontecimentos, evoca o adivinho cego Tirésias, o corifeu, e lhe pede que esclareça os mistérios da história.
A presença de forças invencíveis a que os personagens não conseguem resistir não é uma característica apenas da tragédia clássica, mas também do Barroco, que está sempre presente na obra de Autran Dourado.

Sinos da agonia é um livro muito barroco. Sinos da agonia é um livro que tem toda a consciência do personagem principal. É um livro em que eu adoto toda a história de Minas com uma forma particular, minha, como me apropriasse do contexto ali. [...] Eu sou um leitor bastante assíduo dos livros de história de Minas. Então, eu tinha sempre uma preocupação em dois aspectos da arte barroca. Mas eu ...toda a técnica de Guimarães Rosa, por exemplo, eu não me aproximo dela, é uma obra bastante pessoal. [...] Porque eu preciso sempre de um extrato barroco. Mas o barroco literário meu, que eu uso em meus livros é um barroco deformado por mim. E não o barroco estilo de época. Eu conheço uma coisa...Meu genro providenciou para mim. Eu estava muito interessado no tema da música barroca, que é bastante diferente do teatro grego. Diferente, mas o conhecimento da ópera, o conhecimento veio do barroco. É um conhecimento mais moderno, do barroco como estilo de época. [...] Como curiosidade, sobre os Sinos da agonia... Havia durante a colonização uma coisa que dizia o seguinte: Se matou uma pessoa... Morte em efígie. Apanha, pega um boneco, ou coisa que o valha, coloca em praça pública. Esse aqui é fulano de tal. [...] Um detalhe, esse livro foi um livro muito combatido por alguns autores.

A obra também é notável pela profunda análise psicológica, uma marca registrada do autor, aplicada não só aos personagens principais, mas também a alguns secundários, como os escravos Isidoro e Inácia.

Está presente também uma característica comum a outras obras de Autran Dourado: o contraste de personalidade entre os personagens principais, neste caso Januário e Gaspar.

Por tratar-se de romance de época, Autran Dourado, sempre preocupado com a exatidão das palavras empregadas, foi obrigado a pesquisar o vocabulário e as expressões coloquiais empregados, bem como a indumentária, o mobiliário, a política, a religião e a atividade econômica da época. Tudo isso justifica o fato de Os sinos da agonia ser o romance que o autor levou mais tempo para concluir: três anos.

Eu para escrever esse livro... Eu gosto muito, sou muito leitor de dicionário. Só agora que com o computador eu não preciso estar no dicionário, é uma das formas de expressão. [...] eu usei até uma das extravagâncias desse livro. Foi escrever esse livro só com o auxílio do Moraes, Dicionário do Moraes, de 1813. [...] Foi então o que demorou mais tempo. E é o maior. [...] Sinos da Agonia foram três anos escrevendo. Boa parte em Petrópolis. Nessa época eu passava o mês lá.

## Enredo
A capitania de Minas Gerais, no final do século XVIII, já se encontra em decadência econômica. O ouro de aluvião escasseia e os impostos são muito pesados. O governo ameaça continuamente com a Derrama: a cobrança dos valores em atraso. Muitos aventureiros fracassam, poucos têm sucesso. Um desses últimos é João Diogo Galvão, que possui também vastas extensões de terra no sertão do couro (o Vale do Jequitinhonha).
Após ficar viúvo, João Diogo Galvão vai a Taubaté, berço dos bandeirantes, procurar uma nova esposa entre a aristocracia local. O patriarca da decadente família Dias Bueno, arruinada após vários insucessos na busca do ouro nas Minas Gerais, concorda em dar a mão de sua filha, após verificar que a situação econômica de João Diogo é muito sólida, ao contrário da da maioria dos pretendentes. Inicialmente, é a mais velha, Mariana, que vai casar-se, mas Malvina, a mais jovem, seduz o velho, por cobiçar sua grande fortuna. João Diogo decide, então, que desposará Malvina; Mariana é obrigada a retirar-se para um convento.
O filho de João Diogo, Gaspar, pessoa sensível e reservada, havia decidido não se casar, após a morte da mãe e da irmã. Ele não vê com bons olhos o casamento do pai com uma jovem de pouco mais de vinte anos de idade. Ao saber das negociações, retira-se para o sertão, percorrendo sem descanso as várias propriedades do pai. Quando retorna e conhece Malvina, os dois se apaixonam. Gaspar não revela seus sentimentos a ninguém; Malvina procura a princípio seduzi-lo, e acredita não ter sucesso. Algum tempo depois, frustrada, entrega-se a Januário, filho bastardo de um outro fazendeiro local.
Januário, filho de branco com índia, é em muitos aspectos o oposto de Gaspar, e é esse contraste que a princípio atrai Malvina. Com o tempo, porém, descobre que não está satisfeita. Passa a tramar o assassinato do marido, e convence Januário a executar o crime. Introduz o amante uma noite no quarto de João Diogo, armando-o com um punhal na última hora e sem avisá-lo de que o velho dormia com uma pistola ao lado. João Diogo, já desconfiado há algum tempo do comportamento da esposa, está apenas fingindo dormir. Ele e Januário lutam, e este assassina o outro a facadas. Malvina facilita a fuga de Januário, mas a criada estava instruída para delatá-lo à polícia logo em seguida. Malvina, que havia presenteado uma caixa de jóias a Januário para que este preparasse um refúgio onde iria encontrá-lo em alguns dias, declara ao Capitão-General que ela havia sido roubada pelo assassino do marido.
O Capitão-General aproveita a situação para acusar Januário não apenas de assassinato e roubo, mas também de conspiração. Acredita que uma execução aterrorizará os habitantes da cidade e neutralizará as reclamações contra a Derrama próxima. Após algum tempo buscando o acusado e não o encontrando, decide executá-lo em efígie, ou seja: sua morte seria decretada, seus bens confiscados, seu enforcamento seria encenado em praça pública com auxílio de um boneco de palha, e a partir daí ele passaria a não mais existir oficialmente; qualquer pessoa poderia, por exemplo, matá-lo sem que isso fosse considerado crime.
Com o caminho livre, Malvina se declara a Gaspar que, apesar de também apaixonado, a repudia, mudando-se para outra casa. Malvina, depois de enviar várias cartas e não obter resposta, decide suicidar-se, depois de escrever uma carta ao Capitão-General acusando o enteado de cumplicidade no assassinato do próprio pai.
Enquanto isso, Januário, refugiado nas montanhas, chega à conclusão que havia sido usado pela amante. Analisando sua situação, recusa-se a continuar fugindo e volta à cidade para ser morto pelas forças policiais.

## Personagens
Malvina Dias Bueno - Jovem paulista de família aristocrática empobrecida, filha de Dom João Quebedo e Dona Vicentina Dias Bueno. Casa-se com o velho viúvo rico João Diogo Galvão e apaixona-se pelo filho deste, Gaspar, que lhe corresponde o amor, sem revelá-lo. Ambiciosa, engenhosa e ousada, vence a irmã Mariana na disputa pelo marido rico; trama o assassinato do marido pelas mãos do amante, Januário; delata o criminoso à polícia, acusando-o de roubo e assassinato; provoca a ruína do amado Gaspar, acusando-o injustamente de cúmplice do crime. É também mulher sensível e refinada, tendo despertado os sentimentos de Gaspar, o que nenhuma outra mulher havia conseguido. A princípio, não está imune ao sentimento de culpa por amar ilicitamente o enteado, mas ao longo do tempo habitua-se à situação, não se arrependendo em nenhum momento do assassinato de João Diogo.
João Diogo Galvão - Fazendeiro possuidor de grandes cabedais, obtém por isso a mãe de Malvina após a morte da primeira esposa, Ana Jacinta. Homem "das antigas", ama o filho, Gaspar, embora não o compreenda. Desconfia da traição da esposa, mas não a tempo de escapar de ser assassinado pelo amante desta, Januário.
Gaspar - Filho de João Diogo, volta de Portugal, onde estudava, e afasta-se das mulheres após a morte da mãe e da irmã. Desaprova desde o início o novo casamento do pai. Ao conhecer Malvina, sofre profunda impressão e apaixona-se após alguns dias de convívio, embora não o confesse a ninguém e mantenha com ela um relacionamento estritamente correspondente ao seu parentesco. É assediado, no entanto, por pesadelos onde mata o pai; assim, quando este é assassinado, sofre enormemente, e não pode tomar Malvina como esposa. Muda-se de casa e ignora as cartas da viúva. Quando é avisado de que ela o havia acusado ao Capitão-General de cumplicidade no crime, aceita serenamente o seu destino.
Januário - Filho bastardo do fazendeiro Tomás Matias Cardoso com uma índia, é bem tratado pelo pai, embora não oficialmente reconhecido. Apaixona-se por Malvina ao vê-la na rua e serve como sua mão no assassínio de João Diogo. Ao final, percebe que havia sido traído, pois a amada não foge ao seu encontro como prometera, e decide entregar-se à polícia para ser morto.
Isidoro - Escravo mina, presenteado a Januário pelo pai, acompanha o dono inclusive durante a fuga deste. Enfrenta a tentação de matar Januário ou entregá-lo à polícia, em troca de sua liberdade. Quando o patrão resolve entregar-se, declara que nunca mais viverá com os brancos, que considera traiçoeiros e incapazes de compreender os negros.
Inácia - Escrava que acompanha Malvina desde a infância desta, ajuda-a a encontrar-se secretamente com Januário, a introduzi-lo em casa para matar João Diogo e, depois, a acusá-lo de roubo e assassinato.
O Capitão-General -  O autor apresenta o capitão geral como uma pessoa autoritária e inescrupulosa, a ponto de inventar uma conspiração para poder condenar Januário à morte, com o único objetivo de amedrontar a população. Na época, o capitão geral da capitania era também o governador. Seu nome não é revelado, mas os governadores da capitania naqueles anos foram Luís da Cunha Pacheco e Meneses, conde de Lumiares (até 1788), e Luís António Furtado de Castro do Rio de Mendonça e Faro, Visconde de Barbacena. O primeiro foi apontado como extremamente corrupto por Tomás António Gonzaga em suas Cartas Chilenas.

## Simbolismo
A obra mescla ideias características do Romantismo, como a da força avassaladora das paixões e a da visão da morte como redenção e alívio dos sofrimentos, com outras típicas da literatura clássica, como a da inexorabilidade do destino e a do desvelamento progressivo da verdade (aleteia) através do sofrimento. Essa mistura de técnicas e gêneros caracteriza a obra como modernista.
Os sinos tocam, em alguns momentos da narrativa, o toque de agonia: sete badaladas longas e bastante espaçadas. Esse toque indica que um dos fiéis está agonizante; a sequência se repete até que ele entregue a alma. Na crença popular, uma agonia lenta indica que a alma está cheia de pecados e por isso reluta em abandonar o corpo, pois iria para o Inferno. Por isso, entre cada badalada, deve-se rezar para que esses pecados sejam perdoados.

## Hamartía
Gaspar é o personagem trágico do romance, aquele que comete a chamada falha aristotélica (hamartía), a mesma de Hipólito no mito: ao negar-se a prestar o devido tributo a Afrodite, a deusa do amor carnal, expõe-se à ira desta, que o castiga.
É interessante lembrar que a mesma deusa havia imposto anteriormente um castigo à descendência de Hélio: o de que todos eles teriam tendências amorosas e sexuais exacerbadas. Os descendentes de Hélio, portanto, teriam um caráter oposto ao de Hipólito, que cultuava a deusa da castidade, Ártemis. Filha de Hélio era, por exemplo, Pasífae, e assim também seus filhos Fedra e o minotauro receberam o mesmo castigo. Os personagens Vicentina, Malvina e Donguinho exibem exatamente essa característica em Os sinos da agonia. Assim, Malvina não seria um personagem trágico, porque sua "falha" não pode ser considerada como de sua responsabilidade.
Hirata, no entanto, argumenta que a verdadeira hamartía no mito não é cometida por Hipólito, pois o erro não foi cometido por desconhecimento, característica essencial segundo Aristóteles. 

O caso de Hipólito é diferente. Na verdade, trata-se de um exemplo de hamartía aristotélica cometida por uma personagem secundária a qual provoca, certamente, uma reviravolta que não é a reviravolta central do drama. Das personagens em cena estamos pensando não em Fedra porque ela, ainda que possuída pelo delírio amoroso, nada faz por ignorância, nem em Hipólito, cuja devoção radical a Ártemis só poderia ser questionada pela divindade que se lhe opõe Afrodite, mas sim em Teseu, outro vértice do triângulo, no momento preciso em que ele lê a tabuinha deixada por Fedra.

Segundo a autora, pode-se considerar que Hipólito cometeu hamartía apenas se interpretarmos o termo de acordo com a visão dos teóricos românticos:

Do ponto de vista religioso, ele é piedoso em relação a Ártemis; ele é o único dentre os mortais que goza da intimidade da deusa, cuja pureza e virgindade ele compartilha. Mas justamente por isso torna-se impiedoso em relação a Afrodite, porque se fecha a qualquer aproximação amorosa. Nesse sentido, é um herói trágico grego que está muito próximo das personagens de Shakespeare, porque tem a tragic flaw. Segundo Barrett, sua queda se dá por um defeito que é o reverso de sua virtude. Sua pureza e sua nobreza estão presas a uma intolerante rejeição de uma parte essencial da vida humana, mas isso não é uma hamartía e não pode ser visto como a causa da queda. Sua falha é complexa, pois duas divindades dividem com ele a responsabilidade pelo desastre.